# Škoda Kodiaq I
| Sterne im Euro NCAP-Crashtest (2017) | 5 Sterne im Euro-NCAP-Crashtest |

Der Škoda Kodiaq I ist nach dem Škoda Yeti das zweite SUV des tschechischen Automobilherstellers Škoda Auto. Der Name des SUV leitet sich vom Kodiakbären ab, einer Unterart des Braunbären.

## Geschichte
Einen ersten Ausblick auf den Kodiaq der ersten Generation lieferte Škoda auf dem Genfer Auto-Salon im Frühjahr 2016 mit der sechssitzigen Konzeptstudie VisionS. Die Serienversion wurde am 1. September 2016 in Berlin präsentiert, die Premiere in der Öffentlichkeit hatte das Fahrzeug auf dem Pariser Automobil-Salon im Oktober 2016. Im März 2017 kam das Fahrzeug zu den Händlern. Das Nachfolgemodell Kodiaq II wurde im Oktober 2023 vorgestellt.
Gebaut wurde das SUV zusammen mit dem Seat Ateca und dem Škoda Karoq im tschechischen Škoda-Werk in Kvasiny. Die Produktion begann im Oktober 2016.
Von der ersten Generation des Kodiaq entstanden etwa 866.000 Stück.

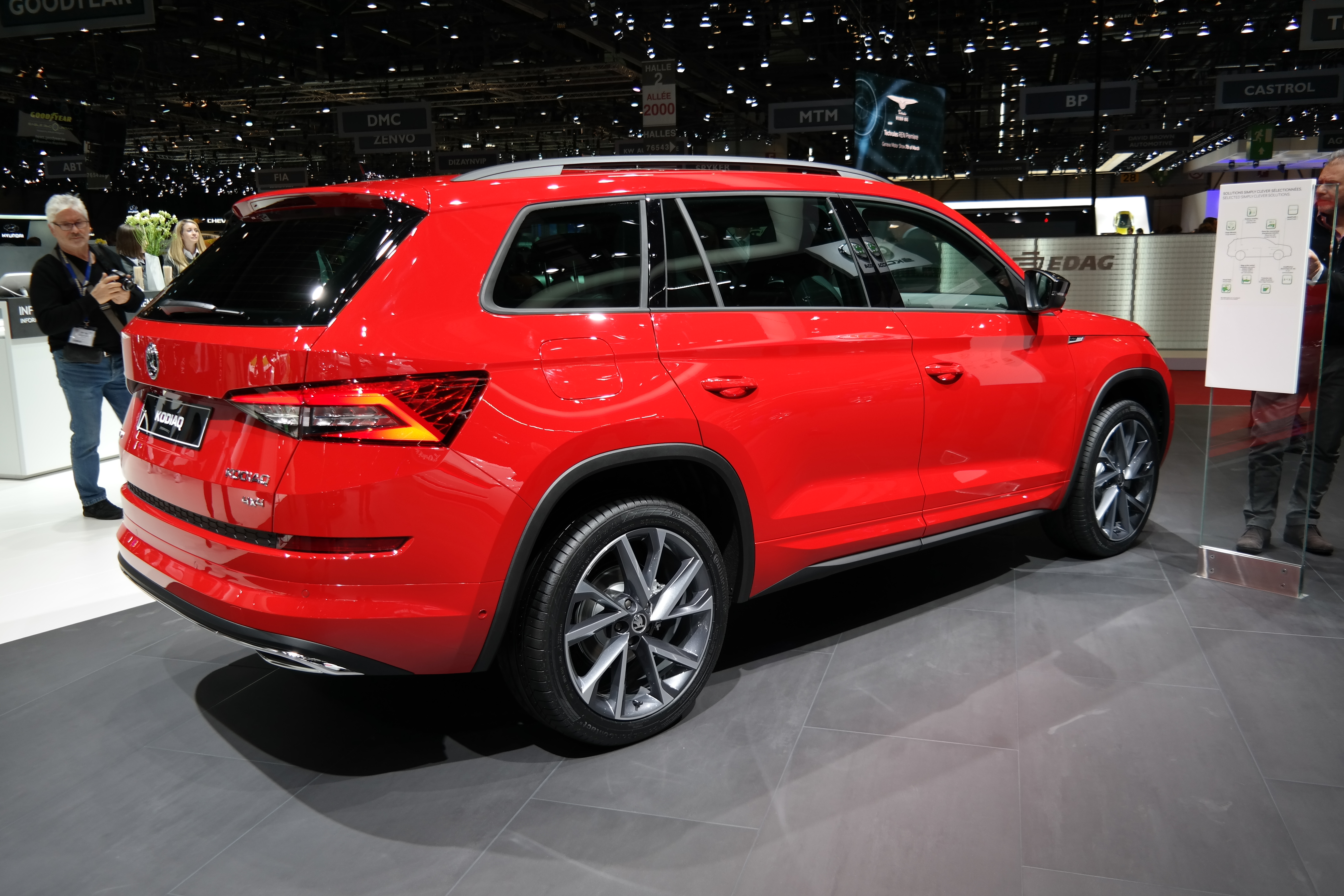
Heckansicht Škoda Kodiaq „Sportline“
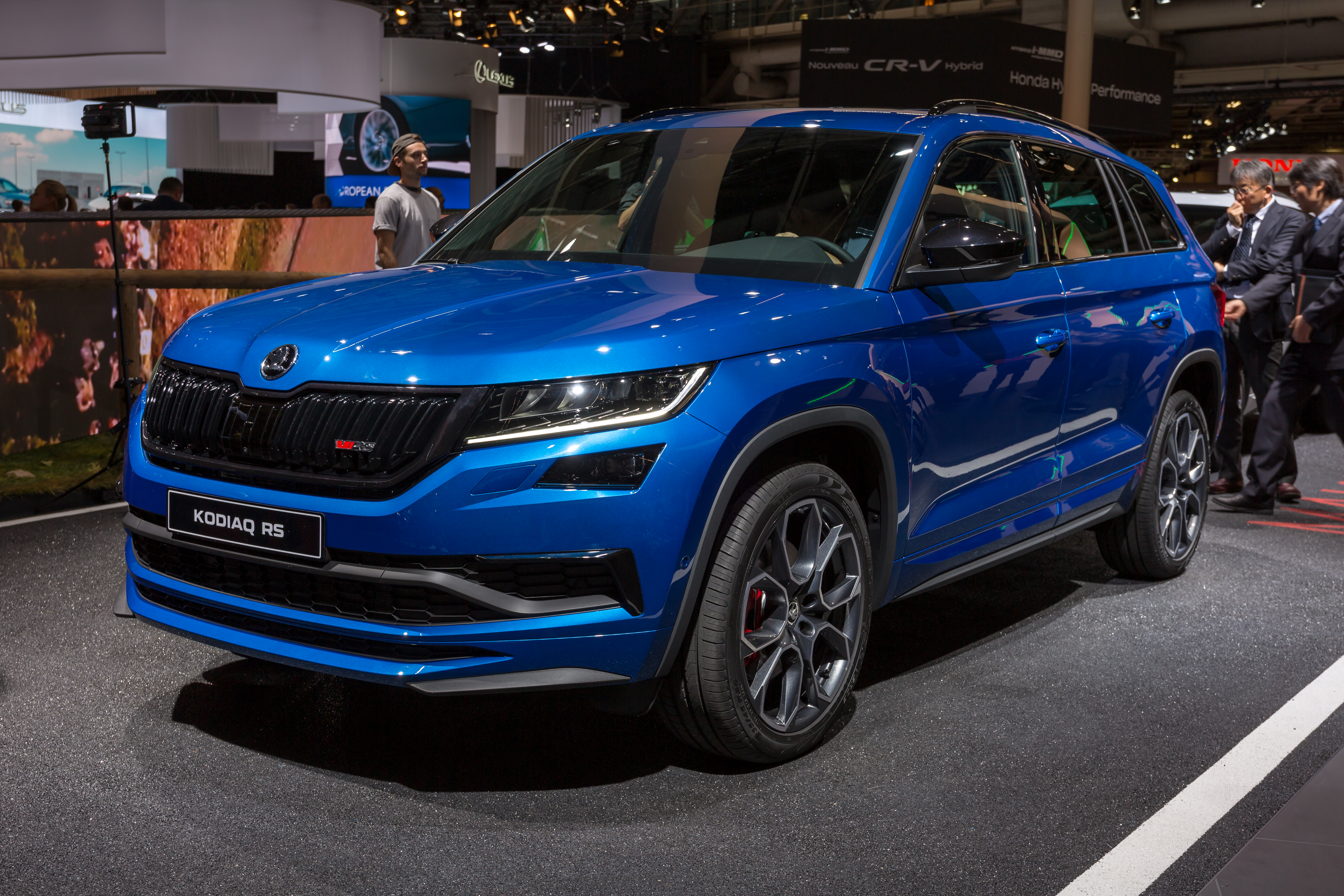
Škoda Kodiaq RS auf dem Pariser Autosalon 2018
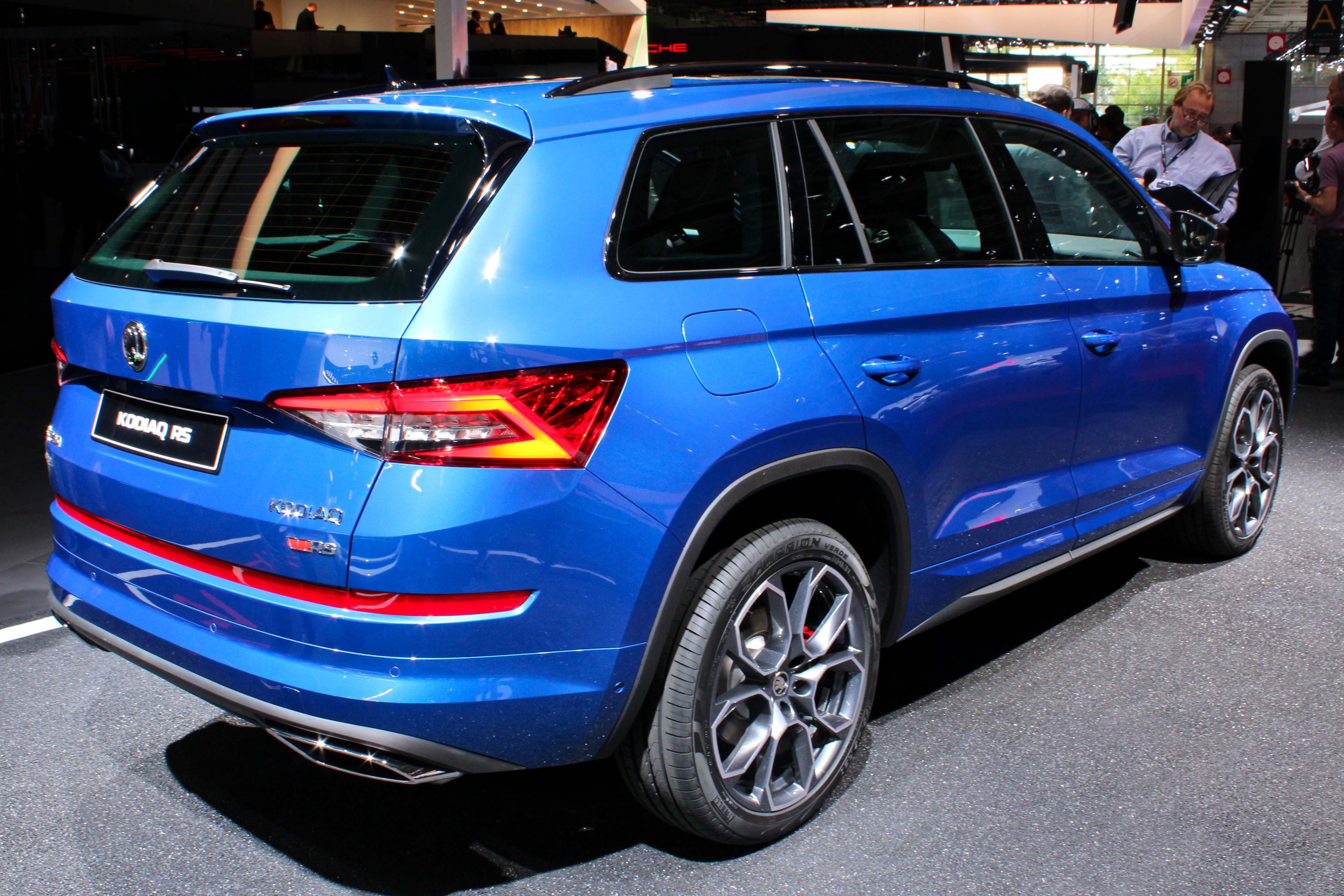
Heckansicht
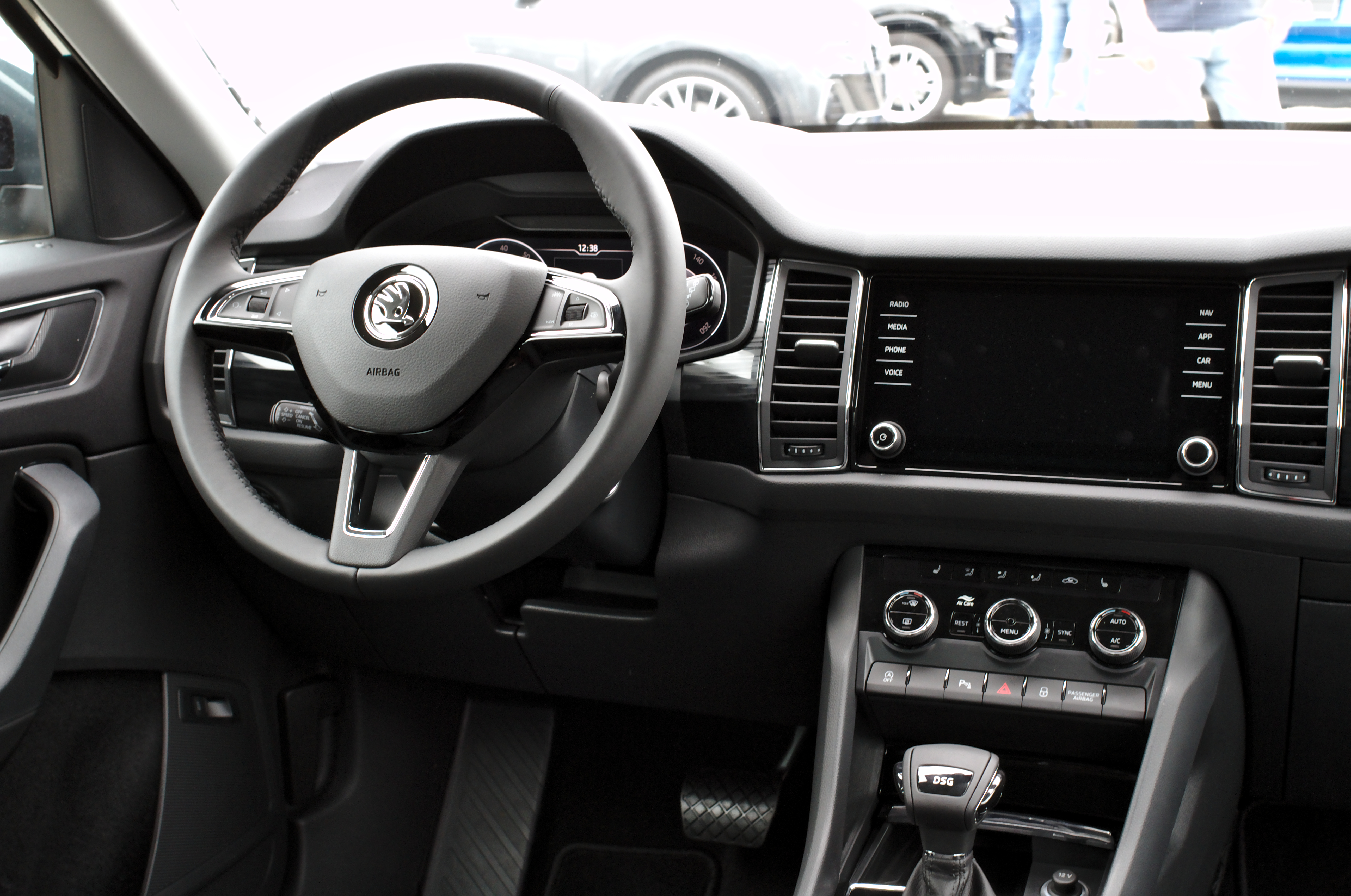
Innenansicht

### Modellpflegen
Auf der IAA 2017 präsentierte Škoda das Modell in den Ausstattungsvarianten Scout und Sportline. Der Kodiaq Scout hat serienmäßig Allradantrieb und ist an seinem Offroad-Look erkennbar. Der Kodiaq Sportline soll hingegen sportlichere Akzente setzen.
Zum Modelljahr 2020 wurde der Kodiaq leicht überarbeitet. Unter anderem ist das Škoda-Logo am Heck einem Schriftzug gewichen. Der überarbeitete Spurwechselassistent überwacht nun Fahrzeuge im toten Winkel in bis zu 70 Meter Entfernung. Ab dem Modelljahr 2021 wurde der Modulare Infotainment Baukasten der dritten Generation eingesetzt. Eine umfangreiche Überarbeitung der Baureihe wurde im April 2021 präsentiert. Deren Markteinführung erfolgte im Juni 2021.

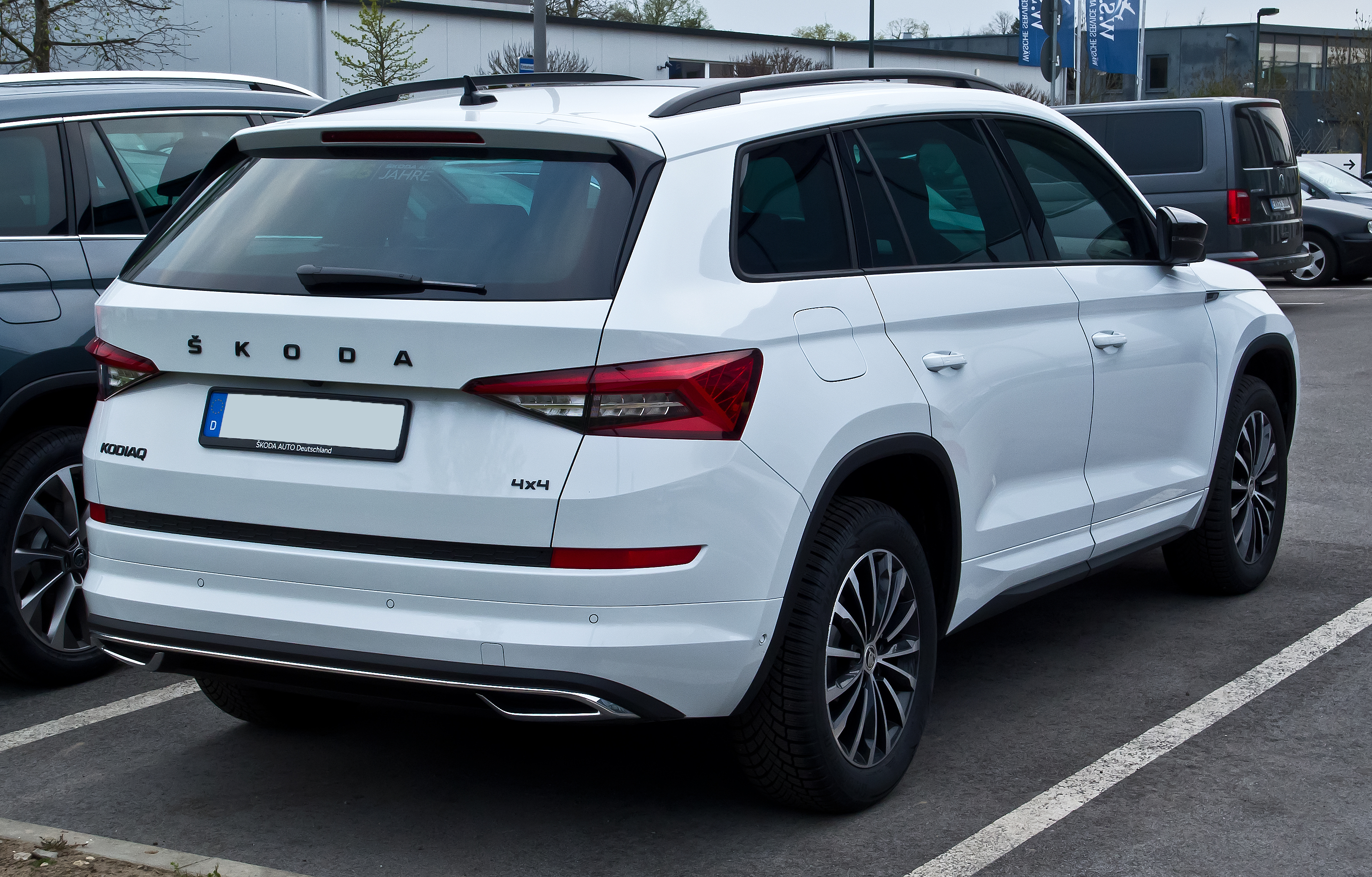
Škoda Kodiaq (2019–2021)
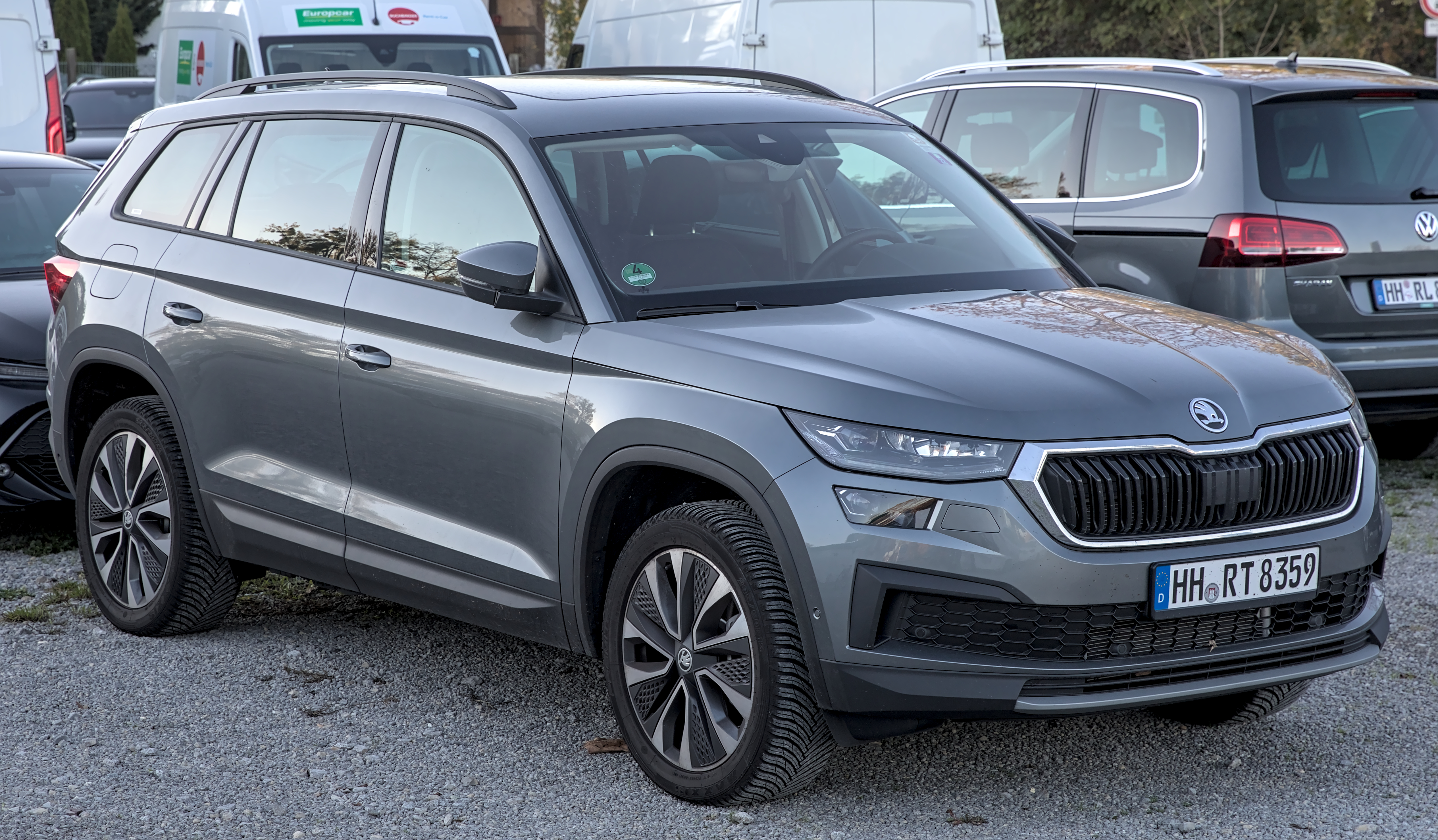
Škoda Kodiaq (2021–2023)
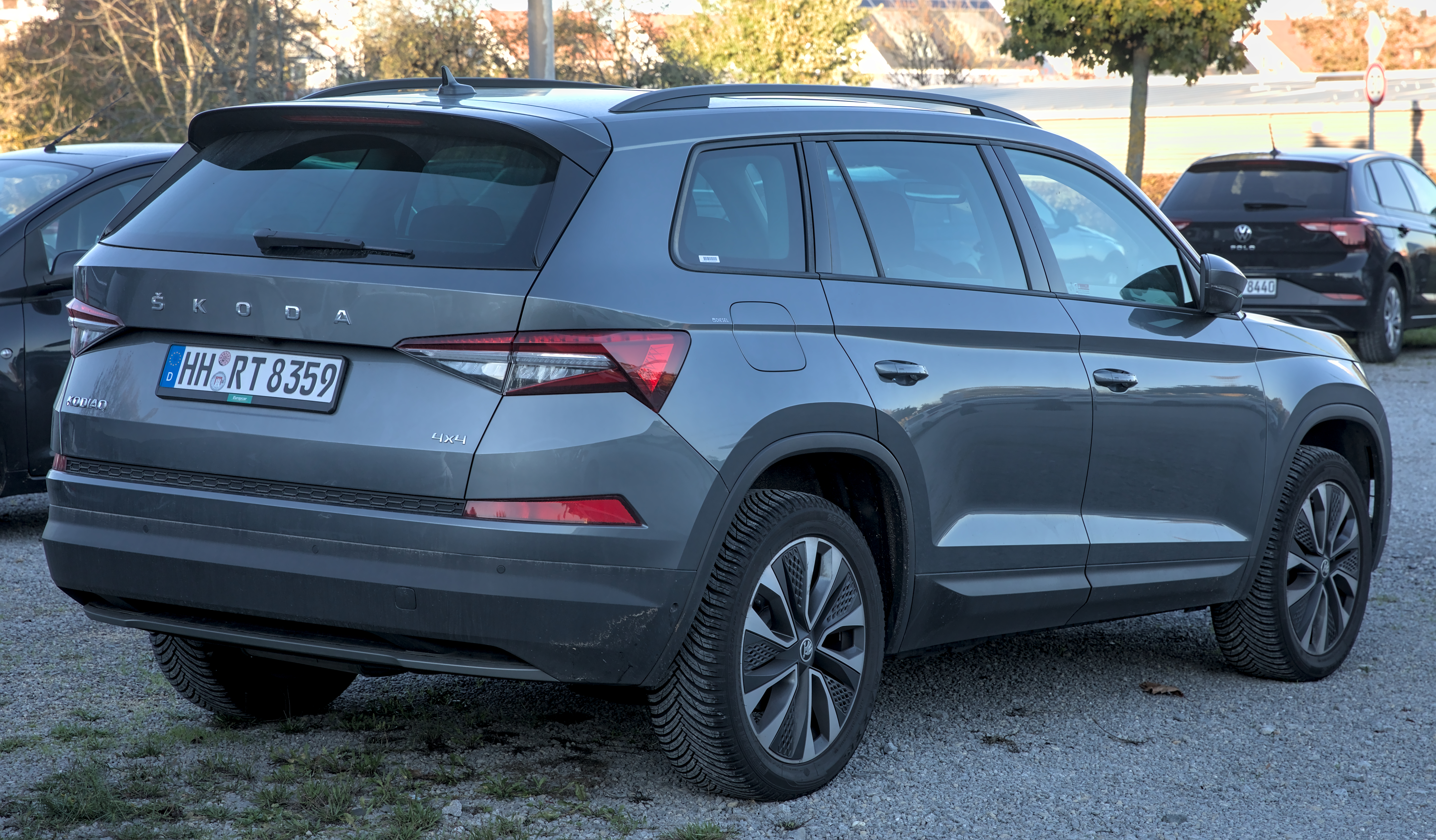
Heckansicht
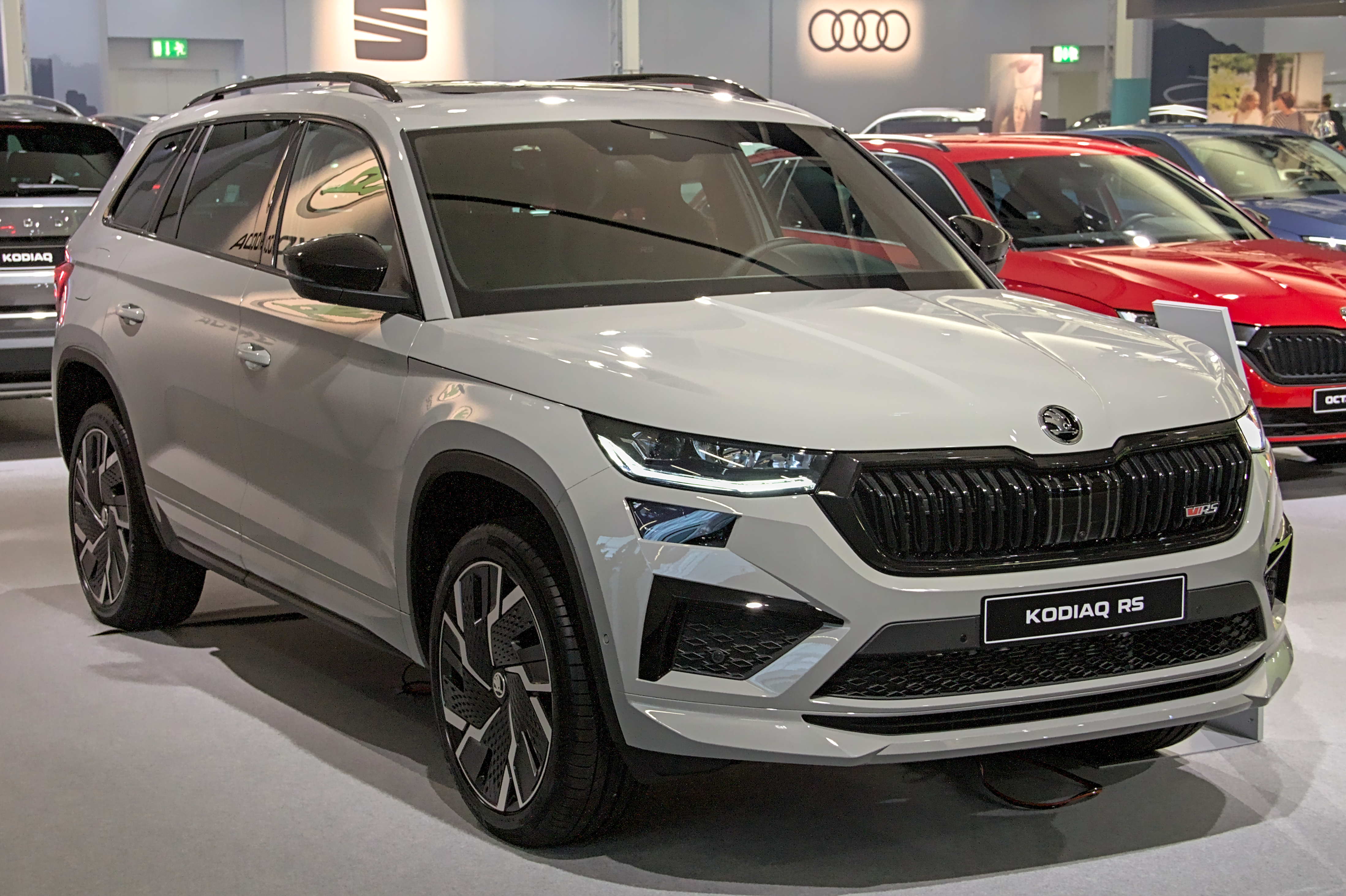
Škoda Kodiaq RS (2021–2023)
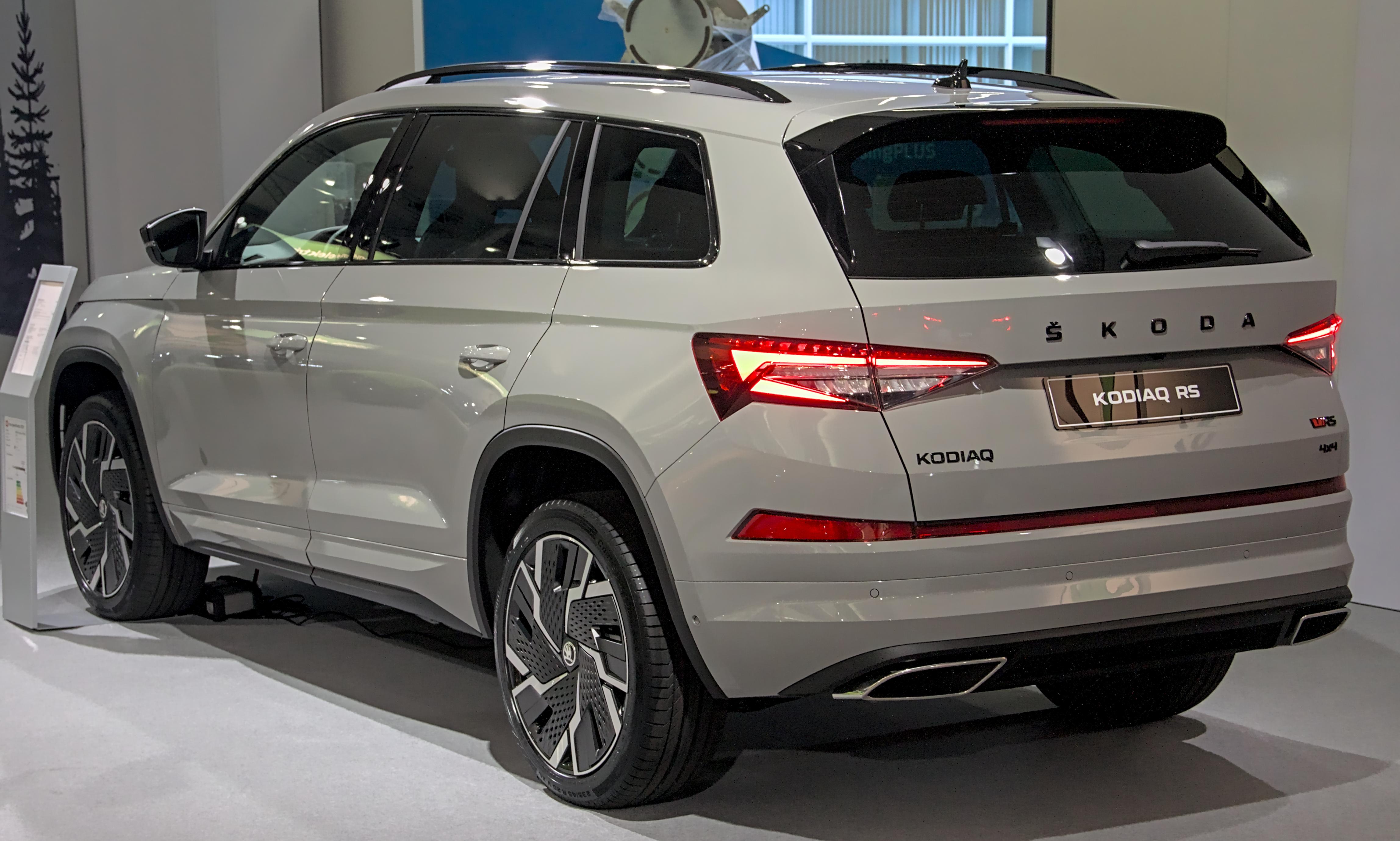
Heckansicht

## Antrieb und Technik
Technisch baut der Kodiaq wie die kürzeren VW Tiguan II, Audi Q3 und Seat Ateca auf dem modularen Querbaukasten des VW-Konzerns auf. Die Serienversion ist ein Fünfsitzer, wahlweise konnten zwei weitere Sitze für eine dritte Sitzreihe geliefert werden. Zum Verkaufsstart des Kodiaq am 4. März 2017 standen drei Ottomotoren mit einer Leistung zwischen 92 kW (125 PS) und 132 kW (180 PS) und zwei Dieselmotoren mit 110 kW (150 PS) und 140 kW (190 PS) zur Auswahl. Ab Juni 2018 war der 92 kW (125 PS) starke 1,4 TSI nicht mehr verfügbar. Außer dem kleinsten Ottomotor, dem 1,5 TSI ACT mit 110 kW (150 PS), konnten alle Motoren mit dem Allradantrieb kombiniert werden; die Fahrzeuge mit den stärksten Otto- und Diesel-Motoren haben ihn serienmäßig.
Beim Škoda-4×4-Antrieb wird über eine elektronisch geregelte Lamellenkupplung die Hinterachse nur bei Bedarf zugeschaltet. Im Normalbetrieb werden ausschließlich die Vorderräder angetrieben, dies hat aufgrund geringerer Reibungsverluste Vorteile für den Verbrauch des Fahrzeugs. Sobald jedoch der Schlupf der Vorderräder zu groß wird, schaltet die Elektronik in Millisekunden über die Lamellenkupplung den Hinterradantrieb hinzu.
In China stand mit dem 162 kW (220 PS) starken Zweiliter-Ottomotor aus dem Škoda Superb III noch ein weiterer Motor zur Auswahl.
Auf dem Pariser Autosalon im Oktober 2018 präsentierte Škoda mit dem Kodiaq RS das Spitzenmodell der Baureihe. Es wurde von einem 176 kW (240 PS) starken Zweiliter-Dieselmotor angetrieben und soll in sieben Sekunden auf 100 km/h beschleunigen. Ab der Modellpflege im Jahr 2021 wurde der Kodiaq RS von einem Zweiliter-Ottomotor mit 180 kW (245 PS) angetrieben.

## Technische Daten
|                                             | 1.4 TSI                            | 1.4 TSI                       | 1.5 TSI ACT                                | 2.0 TSI                             | 2.0 TSI                                    | 2.0 TSI (1)                         | 2.0 TSI RS                                                   | 2.0 TDI SCR | 2.0 TDI SCR 4x4                                    | 2.0 TDI SCR 4x4                                    | 2.0 TDI RS                                         |
| ------------------------------------------- | ---------------------------------- | ----------------------------- | ------------------------------------------ | ----------------------------------- | ------------------------------------------ | ----------------------------------- | ------------------------------------------------------------ | --- | -------------------------------------------------- | -------------------------------------------------- | -------------------------------------------------- |
| Bauzeitraum                                 | 03/2017–05/2018                    | 03/2017–05/2018               | 11/2018–10/2023                            | 03/2017–05/2018                     | 01/2019–10/2023                            | 03/2017–10/2023                     | 06/2021–02/2023                                              | 03/2017–10/2023 | 03/2017–09/2020                                    | 09/2020–10/2023                                    | 12/2018–09/2020                                    |
| Motorbaureihe                               | VW EA211                           | VW EA211                      | VW EA211 evo                               | VW EA888                            | VW EA888                                   | VW EA888                            | VW EA888                                                     | VW EA288 | VW EA288                                           | VW EA288 evo                                       | VW EA288                                           |
| Motorkennbuchstaben                         | CZCA                               | CZDA, CZEA                    | DADA                                       | CZPA                                | DKZA                                       | CHHB                                | DNPA                                                         | DFGA | DFHA                                               | DTUA                                               | CUAA                                               |
| Motorart                                    | Ottomotor                          | Ottomotor                     | Ottomotor                                  | Ottomotor                           | Ottomotor                                  | Ottomotor                           | Ottomotor                                                    | Dieselmotor | Dieselmotor                                        | Dieselmotor                                        | Dieselmotor                                        |
| Motorbauart                                 | Reihe, Direkteinspritzung          | Reihe, Direkteinspritzung     | Reihe, Direkteinspritzung                  | Reihe, Direkteinspritzung           | Reihe, Direkteinspritzung                  | Reihe, Direkteinspritzung           | Reihe, Direkteinspritzung                                    | Reihe, Direkteinspritzung, Dieselrußpartikelfilter                                                                                       | Reihe, Direkteinspritzung, Dieselrußpartikelfilter | Reihe, Direkteinspritzung, Dieselrußpartikelfilter | Reihe, Direkteinspritzung, Dieselrußpartikelfilter |
| Motoraufladung                              | Turbolader                         | Turbolader                    | Turbolader                                 | Turbolader                          | Turbolader                                 | Turbolader                          | Turbolader                                                   | Turbolader | Turbolader                                         | Turbolader                                         | Bi-Turbolader                                      |
| Zylinder/Ventile                            | 4/16                               | 4/16                          | 4/16                                       | 4/16                                | 4/16                                       | 4/16                                | 4/16                                                         | 4/16 | 4/16                                               | 4/16                                               | 4/16                                               |
| Hubraum                                     | 1395 cm³                           | 1395 cm³                      | 1498 cm³                                   | 1984 cm³                            | 1984 cm³                                   | 1984 cm³                            | 1984 cm³                                                     | 1968 cm³ | 1968 cm³                                           | 1968 cm³                                           | 1968 cm³                                           |
| max. Leistung                               | 92 kW (125 PS) bei 5000–6000 min−1 | 110 kW (150 PS) bei 5000–6000 | 110 kW (150 PS) bei 5000–6000              | 132 kW (180 PS) bei 3900–6000 min−1 | 140 kW (190 PS) bei 4200–6000 min−1        | 162 kW (220 PS) bei 4500–6200 min−1 | 180 kW (245 PS) bei 5250–6500 min−1                          | 110 kW (150 PS) bei 3000–4200 min−1 | 140 kW (190 PS) bei 3500–4000 min−1                | 147 kW (200 PS) bei 3500–4200 min−1                | 176 kW (240 PS) bei 4000 min−1                     |
| max. Drehmoment                             | 200 Nm bei 1400–4000 min−1         | 250 Nm bei 1500–3500 min−1    | 250 Nm bei 1500–3500 min−1                 | 320 Nm bei 1500–3940 min−1          | 320 Nm bei 1500–4100 min−1                 | 350 Nm bei 1500–4400 min−1          | 370 Nm bei 1600–4300 min−1                                   | 360 Nm bei 1750–2750 min−1 | 400 Nm bei 1750–3250 min−1 (2)                     | 400 Nm bei 1750–3000 min−1                         | 500 Nm bei 1750–2500 min−1                         |
| Antriebsart, Serie                          | Vorderradantrieb                   | Vorderradantrieb              | Vorderradantrieb                           | Allradantrieb                       | Allradantrieb                              | Allradantrieb                       | Allradantrieb                                                | Vorderradantrieb | Allradantrieb                                      | Allradantrieb                                      | Allradantrieb                                      |
| Antriebsart, Option                         | –                                  | Allradantrieb                 | Allradantrieb                              | –                                   | –                                          | –                                   | –                                                            | Allradantrieb | –                                                  | –                                                  | –                                                  |
| Getriebeart, Serie                          | 6-Gang-Schaltgetriebe              | 6-Gang-Schaltgetriebe         | 6-Gang-Schaltgetriebe                      | 7-Gang-Direktschaltgetriebe         | 7-Gang-Direktschaltgetriebe                | 7-Gang-Direktschaltgetriebe         | 7-Gang-Direktschaltgetriebe                                  | 6-Gang-Schaltgetriebe | 7-Gang-Direktschaltgetriebe                        | 7-Gang-Direktschaltgetriebe                        | 7-Gang-Direktschaltgetriebe                        |
| Getriebeart, Option                         | –                                  | 6-Gang-Direktschaltgetriebe   | 7-Gang-Direktschaltgetriebe                | –                                   | –                                          | –                                   | –                                                            | 7-Gang-Direktschaltgetriebe | –                                                  | –                                                  | –                                                  |
| Wendekreis                                  | 11,8 m                             | 11,8 m                        | 11,8 m                                     | 11,8 m                              | 11,8 m                                     | 11,8 m                              | 11,8 m                                                       | 11,8 m | 11,8 m                                             | 11,8 m                                             | 11,8 m                                             |
| cw-Wert                                     | 0,34                               | 0,34                          | 0,34                                       | 0,34                                | 0,34                                       | 0,34                                | 0,34                                                         | 0,34 | 0,34                                               | 0,34                                               | 0,34                                               |
| Stirnfläche                                 | 2,57 m²                            | 2,57 m²                       | 2,57 m²                                    | 2,57 m²                             | 2,57 m²                                    | 2,57 m²                             | 2,57 m²                                                      | 2,57 m² | 2,57 m²                                            | 2,57 m²                                            | 2,57 m²                                            |
| Leergewicht                                 | 1502–1730 kg                       | 1546–1853 kg                  | 1544–1876 kg                               | 1695–1895 kg                        | 1711–1926 kg                               | 1775 kg                             | 1872 kg                                                      | 1667–2003 kg | 1752–1990 kg                                       | 1746–1994 kg                                       | 1880–1998 kg                                       |
| max. Zuladung                               | 650 kg                             | 675 kg                        | 625 kg                                     | 675 kg                              | 625 kg                                     |                                     | 527 kg                                                       | 625–675 kg | 625–675 kg                                         | 623 kg                                             | 541 kg                                             |
| max. Anhängelast ungebremst                 | 750 kg                             | 750 kg                        | 750 kg                                     | 750 kg                              | 750 kg                                     | 750 kg                              | 750 kg                                                       | 750 kg | 750 kg                                             | 750 kg                                             | 750 kg                                             |
| max. Anhängelast gebremst bei 12 % Steigung | 1600 kg                            | 1800 kg (2000 kg bei Allrad)  | 1800 kg (2000 kg bei Allrad)               | 2200 kg (2000 kg bei 7 Sitzen)      | 2200 kg (2000 kg bei 7 Sitzen)             |                                     | 2300 kg (2500 kg bei werkseitig montierter Anhängerkupplung) | 2000 kg (2300 kg bei Allrad mit DSG, jedoch 2000 kg bei 7 Sitzen; 2500 kg bei Allrad mit DSG und werkseitig montierter Anhängerkupplung) | 2300 kg (2000 kg bei 7 Sitzen)                     | 2300 kg (2000 kg bei 7 Sitzen)                     | 2300 kg (1750 kg bei 7 Sitzen)                     |
| Beschleunigung, 0–100 km/h                  | 10,5–10,9 s                        | 9,6–10,1 s                    | 9,6–10,0 s                                 | 8,0–8,2 s                           | 7,5–7,7 s                                  | 7,5 s                               | 6,5 s                                                        | 9,5–11,2 s | 8,4–9,1 s                                          | 7,6–7,8 s                                          | 6,9–7,0 s                                          |
| Höchstgeschwindigkeit                       | 189–190 km/h                       | 192–198 km/h                  | 195–206 km/h                               | 205–207 km/h                        | 210–216 km/h                               | 220 km/h                            | 234 km/h                                                     | 185–204 km/h | 209–210 km/h                                       | 212–218 km/h                                       | 220–221 km/h                                       |
| Kraftstoffverbrauch auf 100 km, kombiniert  | 6,0–6,2 l Super                    | 6,2–7,1 l Super               | 5,6–6,8 l Super                            | 7,3–7,4 l Super                     | 7,3–7,4 l Super                            | 8,3 l Super                         | 7,4 l Super                                                  | 4,8–5,7 l Diesel | 5,5–5,8 l Diesel                                   | 5,3–5,6 l Diesel                                   | 6,2–6,4 l Diesel                                   |
| CO2-Emission                                | 137–141 g/km                       | 141–163 g/km                  | 129–155 g/km                               | 168–170 g/km                        | 168–170 g/km                               |                                     |                                                              | 126–149 g/km | 146–152 g/km                                       | 140–146 g/km                                       | 163–167 g/km                                       |
| Abgasnorm                                   | Euro 6                             | Euro 6                        | Euro 6d-TEMP (ab 12/2020: Euro 6d-ISC-FCM) | Euro 6                              | Euro 6d-TEMP (ab 02/2021: Euro 6d-ISC-FCM) |                                     | Euro 6d-ISC-FCM                                              | Euro 6 (ab 09/2018: Euro 6d-TEMP) (ab 12/2020: Euro 6d-ISC-FCM)                                                                          | Euro 6 (ab 11/2018: Euro 6d-TEMP)                  | Euro 6d-ISC-FCM                                    | Euro 6d-TEMP                                       |

## Škoda Vision E

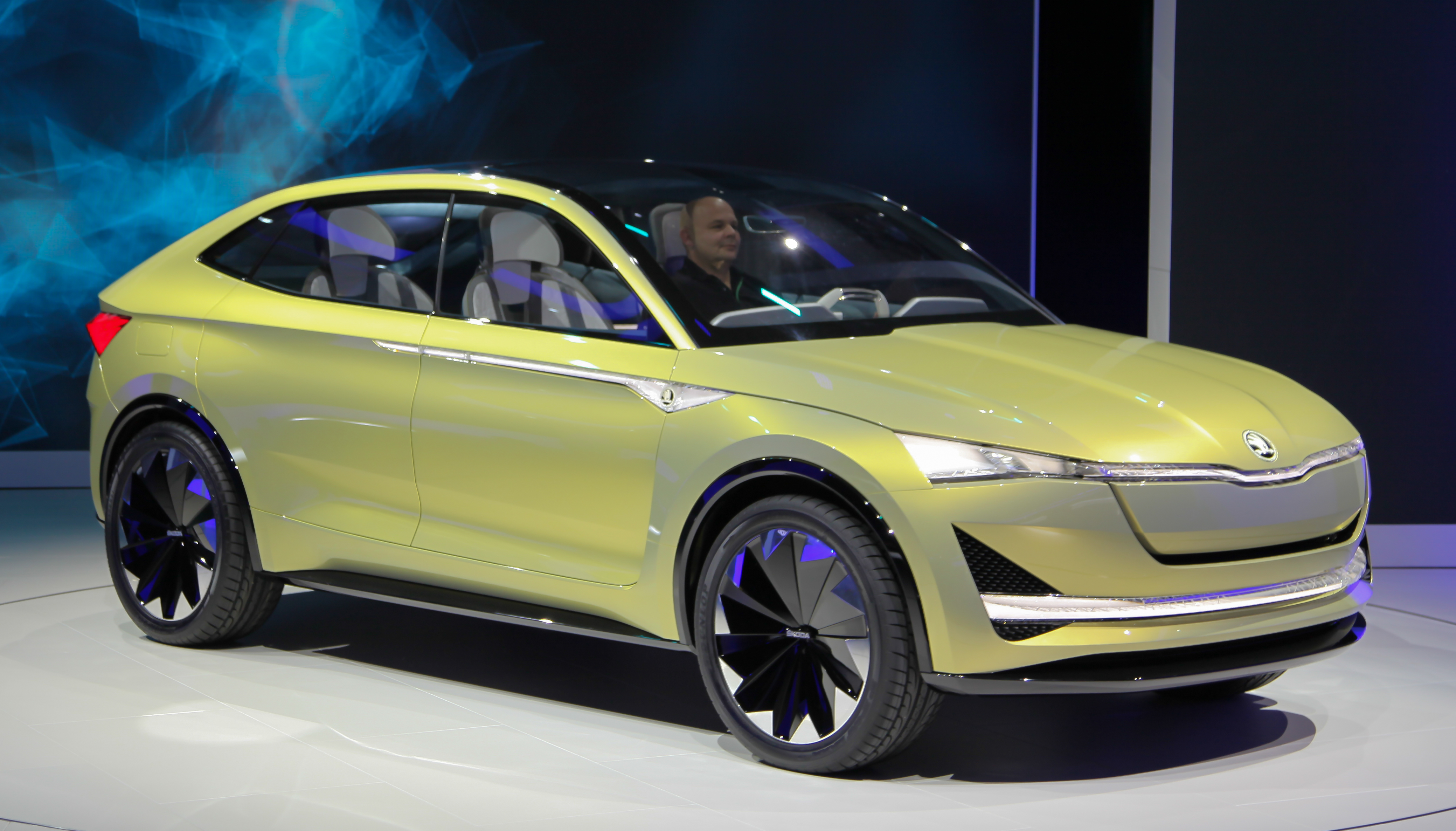
Škoda Vision E auf der IAA 2017

Auf der Auto Shanghai im April 2017 präsentierte Škoda mit dem fünftürigen Vision E einen ersten Ausblick auf ein SUV-Coupé auf Basis des Kodiaq. Das Konzeptfahrzeug wird rein elektrisch angetrieben, zwei Elektromotoren erreichen eine Systemleistung von 225 kW (306 PS). Die Höchstgeschwindigkeit der Studie ist auf 180 km/h elektronisch begrenzt.

## Škoda Kodiaq GT

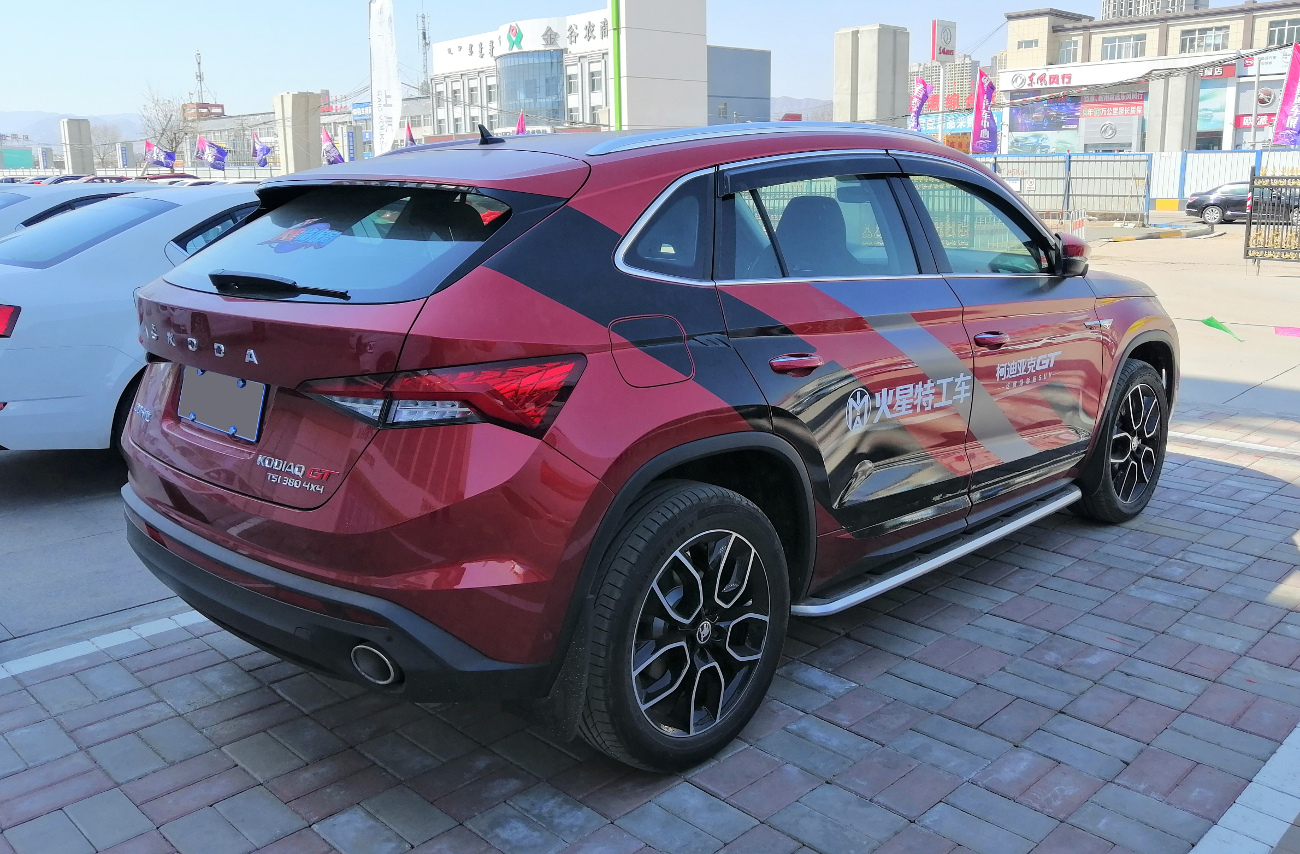
Škoda Kodiaq GT

Ausschließlich für den chinesischen Markt bestimmt, präsentierte Škoda am 17. Oktober 2018 den Kodiaq GT – eine 4,63 m lange Variante auf Basis des Kodiaq mit einer eigenen Karosserie. Erhältlich ist der Kodiaq GT mit einem 110 kW (150 PS) starken 1,4-Liter-Ottomotor und Vorderradantrieb, einem 137 kW (186 PS) starken Zweiliter-Ottomotor und Vorderradantrieb oder einem 162 kW (220 PS) starken Zweiliter-Ottomotor und Allradantrieb.